# Finnforsrövarna
Finnforsrövarna var en grupp rövare som härjade i området kring Finnfors i början av 1500-talet.
År 1524 flyttade åtta rövare från Norge till en bergskula i Finnfors. Förutom stölder anklagades de även för mord. Samtliga bygdens soldater var då stationerade i södra Sverige givet att Gustav Vasa just tillträtt som kung samt pågående konflikter med Danmark. 
Ett gäng med boende i området gick samman för att döda rövarna. Sju av dessa kunde dödas redan vid ankomsten till bergskulan medan en lyckades fly. Den siste rövaren fångades in och fördes till Skellefteå där han avrättades. De två som varit drivande i jakten på rövarna belönades med Finnfors laxfiske.